# Ballus Pál
Ballus Pál (Modor, 1783. december 18. – Pozsony, 1848. április 30.) pozsonyi tanácsos, gyümölcsnemesítő, Kisfaludy Károly barátja és támogatója.

## Élete
Teológiát tanult Pozsonyban, majd külföldi egyetemeket látogatott. Visszatérve hazájába, Pozsonyban telepedett le, ahol eleinte több éven át nevelősködött. Később házasság útján jelentékeny vagyonhoz jutott, amelyet okos szőlőművelés és kiterjedt borkereskedés által bővíteni tudott. Eközben folytonosan tudományos munkával is foglalkozott. Pozsony városa tanácsosának választotta meg.
Több cikke megjelent a Pressburger Zeitungban, ennek Pannonia című mellékletében (1839. 21. sz.) és a Századunkban (1839. 19. sz.).

## Művei
- Beschreibung der königl. Freistadt Pressburg und ihrer Umgebungen. Pressburg. 1822. (Névtelenül.)
- Beschreibung der, den Obstbäumen in hiesiger Gegend schädlichsten Raupenarten. (Ugyanott, 1830.)
- Pressburg und seine Umgebungen. (Ugyanott, 1832.)
- Geschichte der Entstehung und Gründung des Waisenhauses in Pressburg. (Ugyanott, 1833.)